# Xã Lake Shore, Quận Lac qui Parle, Minnesota
Xã Lake Shore (tiếng Anh: Lake Shore Township) là một xã thuộc quận Lac qui Parle, tiểu bang Minnesota, Hoa Kỳ. Năm 2010, dân số của xã này là 191 người.